# Angelo Raimondo Verardo
Angelo Raimondo Verardo (Cornigliano, 2 febbraio 1913 – Sanremo, 2 marzo 1999) è stato un vescovo cattolico italiano.

## Biografia
Il 19 luglio 1936 è ordinato presbitero dal cardinale Maurilio Fossati per l'ordine domenicano.

### Ministero episcopale
L'8 aprile 1967 papa Paolo VI lo nomina vescovo di Ventimiglia; succede ad Agostino Rousset, deceduto il 3 ottobre 1965. L'11 giugno 1967 riceve l'ordinazione episcopale dal cardinale Giuseppe Siri, co-consacranti i vescovi Franco Costa e Pietro Zuccarino.
Il 7 dicembre 1988 papa Giovanni Paolo II accoglie la sua rinuncia, presentata per raggiunti limiti di età; gli succede Giacomo Barabino, fino ad allora vescovo ausiliare di Genova-Bobbio.
Famosa e ricca di significati rimane l'omelia del cardinale Dionigi Tettamanzi, allora arcivescovo di Genova, in occasione del suo funerale.
Le sue opere di carità vengono ricordate in tutta la diocesi.

## Genealogia episcopale
La genealogia episcopale è:
- Cardinale Scipione Rebiba
- Cardinale Giulio Antonio Santori
- Cardinale Girolamo Bernerio, O.P.
- Arcivescovo Galeazzo Sanvitale
- Cardinale Ludovico Ludovisi
- Cardinale Luigi Caetani
- Cardinale Ulderico Carpegna
- Cardinale Paluzzo Paluzzi Altieri degli Albertoni
- Papa Benedetto XIII
- Papa Benedetto XIV
- Papa Clemente XIII
- Cardinale Bernardino Giraud
- Cardinale Alessandro Mattei
- Cardinale Pietro Francesco Galleffi
- Cardinale Giacomo Filippo Fransoni
- Cardinale Carlo Sacconi
- Cardinale Edward Henry Howard
- Cardinale Mariano Rampolla del Tindaro
- Cardinale Gennaro Granito Pignatelli di Belmonte
- Cardinale Pietro Boetto, S.I.
- Cardinale Giuseppe Siri
- Vescovo Angelo Raimondo Verardo, O.P.